# Karl Carstens

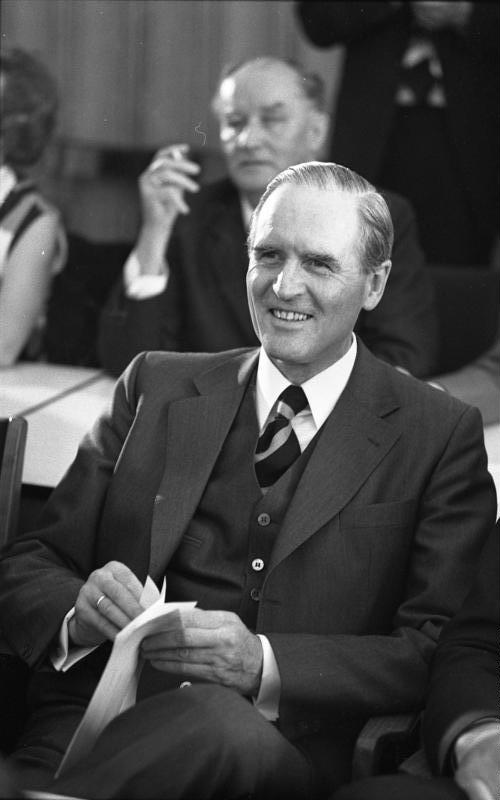
Carl Carstens v roce 1973

Karl Carstens (14. prosince 1914, Brémy – 30. května 1992, Meckenheim) byl německý politik za CDU, mezi léty 1976 až 1979 předseda Spolkového sněmu a 1979 až 1984 prezident Spolkové republiky Německo.

## Kariéra
Narodil se v brémské městské části Schwachhausen jako syn školního rady na obchodní škole. Po složení maturitní zkoušky v roce 1933 na Altes Gymnasium v Brémách, studoval právní vědu a politologii ve Frankfurtu nad Mohanem, Dijonu, Mnichově, Královci a Hamburku, které ukončil v letech 1936 a 1939 státnimi zkouškami. V roce 1938 získal titul doktora právní vědy (Dr. iur.) a stal se právním čekatelem při brémském krajském soudu.
Mezi léty 1939 a 1945 sloužil u protiletadlového dělostřelectva, naposledy jako poručík. Po druhé světové válce působil jako advokát v Brémách v kanceláři Ahlers & Vogel. Mimo to od června 1945 do roku 1947 pracoval pro starostu a soudního senátora Theodora Spittu a spolupodílel se na vytváření brémské zemské ústavy. V roce 1948 se vydal na postgraduální studia na Yale University v USA, které ukončil o rok později s titulem Master of Laws.
Mezi roky 1949 a 1954 byl právním poradcem brémského senátu a zplnomocněncem Brém u Spolkového sněmu. Od roku 1950 přednášel na kolínské univerzitě, kde se také roku 1952 habilitoval. V roce 1954 začal pracovat v diplomatických službách SRN. Do roku 1955 působil jako stálý zástupce SRN při Radě Evropy ve Štrasburku a poté na ministerstvu zahraničních věcí v Bonnu, kde pracoval jako expert pro evropské otázky ve funkci náměstka spolkového ministra. V roce 1958 převzal vedení oddělení West I Europa. V roce 1960 byl jmenován profesorem státního a lidového práva na kolínské univerzitě.
Od července 1960 byl státním sekretářem na ministerstvu zahraničí (do prosince 1966), poté na ministerstvu obrany (prosinec 1966–1968) a Spolkovém kancléřství (1968–1969). Mezi 1970 až 1972 vedl Výzkumný ústav německé společnosti pro zahraniční politiku (Forschungsinstitut der Deutschen Gesellschaft für Auswärtige Politik) v Bonnu.
V roce 1972 byl zvolen do Spolkového sněmu ze zemské kandidátky Šlesvicka-Holštýnska. Mezi květnem 1973 a říjnem 1976 byl předsedou parlamentní frakce CDU/CSU a vůdce opozice. Po parlamentních volbách v roce 1976 (zvolen ve volebním okrese Ostholstein) byl k 14. prosinci jmenován předsedou Spolkového sněmu. Poslancem byl až do roku 1979, kdy byl navržen jako kandidát a později zvolen pátým spolkovým prezidentem. Kvůli pokročilému stáří (bylo mu 70 let) se vzdal kandidatury na své druhé období v prezidentském křesle a 30. června 1984 opustil svůj úřad.

## Rodina

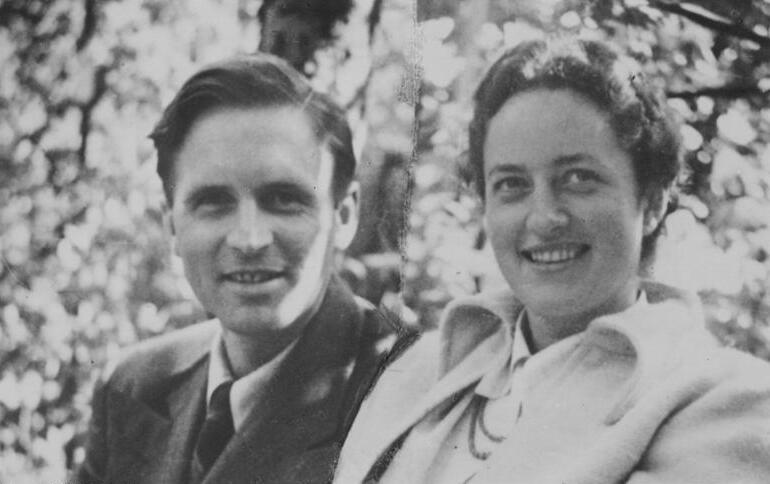
Se svou ženou

V roce 1944 se oženil s Veronikou Priorovou, pozdější odbornou lékařku pro interní medicínu. Manželství zůstalo bezdětné. Manželé v roce 1982 založili Nadaci Karla a Veroniky Carstensových (Karl und Veronica Carstens-Stiftung), jejímž cílem je podpora vědy a výzkumu v oblasti přírodní léčby a homeopatie.

## Členství v NSDAP
Mezi léty 1940 až 1945 byl Carstens členem NSDAP. Žádost o přijetí do strany z roku 1937 měl podat jako právní čekatel z podnětu prezidenta krajského soudu a pod pohrůžkou profesní újmy. Avšak od roku 1934 byl členem 5/75 Sturmu SA, polovojenské organizace NSDAP. Na základě jeho příslušnosti k NSDAP se komunistické a socialistické organizace, odbory a některé známé osobnosti – jako např. herečka Hanne Hiob – sešly 23. května 1979 na demonstraci.

## Vyznamenání
- velkodůstojník Řádu zásluh o Italskou republiku – Itálie, 19. prosince 1959[2]
- velkodůstojník Řádu Kristova – Portugalsko, 4. února 1960[3]
- velká čestná dekorace ve stříbře na stuze Čestného odznaku Za zásluhy o Rakouskou republiku – Rakousko, 1962[4]
- velkokříž Řádu zásluh o Italskou republiku – Itálie, 8. srpna 1965[5]
- velkokříž Řádu Kristova – Portugalsko, 13. října 1966[3]
- velká čestná dekorace ve zlatě na stuze Čestného odznaku Za zásluhy o Rakouskou republiku – Rakousko, 1977[6]
- velkokříž speciální třídy Záslužného řádu Spolkové republiky Německo – Německo, 1979
- velkokříž s řetězem Řádu zásluh o Italskou republiku – Itálie, 18. září 1979[7]
- velkokříž s řetězem Řádu svatého Jakuba od meče – Portugalsko, 23. prosince 1980[3]
- velkokříž s řetězem Řádu Karla III. – Španělsko, 28. září 1981 – udělil král Juan Carlos I.[8]
- velkohvězda Čestného odznaku Za zásluhy o Rakouskou republiku – Rakousko, 1982[9]
- rytíř Řádu Rajamitrabhorn – Thajsko, 29. února 1984[10]
- Bavorský řád za zásluhy – Bavorsko[11]
- Řád Jamajky – Jamajka[12]
- velkokříž Řádu Isabely Katolické – Španělsko

## Dílo
- Der gutgläubige Erwerb von Pfandrechten an Grundstücksrechten, disertační práce, 1938
- Grundgedanken der amerikanischen Verfassung und ihre Verwirklichung, habilitační práce, 1952/54
- Das Recht des Europarates, 1956
- Politische Führung – Erfahrungen im Dienst der Bundesregierung, 1971
- Bundestagsreden und Zeitdokumente, Bonn 1977
- Reden und Interviews, 4 svazky, Bonn 1979–1983
- Deutsche Gedichte (Hrsg.), 1983
- Erinnerungen und Erfahrungen, 1993